# Henri Hoevenaers
Henri Hoevenaers (Amberes, 1 de agosto de 1901-Amberes, 12 de noviembre de 1958) fue un deportista belga que compitió en ciclismo en las modalidades de ruta y pista. Participó en los Juegos Olímpicos de París 1924, obteniendo tres medallas, dos platas en ruta y bronce en pista.

## Medallero internacional
| Juegos Olímpicos | Juegos Olímpicos | Juegos Olímpicos | Juegos Olímpicos         |
| Año              | Lugar            | Medalla          | Competición              |
| ---------------- | ---------------- | ---------------- | ------------------------ |
| 1924             | París (Francia)  | Medalla de plata | Contrarreloj individual  |
| 1924             | París (Francia)  | Medalla de plata | Contrarreloj por equipos |

| Juegos Olímpicos | Juegos Olímpicos | Juegos Olímpicos  | Juegos Olímpicos        |
| Año              | Lugar            | Medalla           | Competición             |
| ---------------- | ---------------- | ----------------- | ----------------------- |
| 1924             | París (Francia)  | Medalla de bronce | Persecución por equipos |